# Hachinohe Skating Arena

## Hachinohe Skating Arena
De Hachinohe Skating Arena (長根屋内スケート場, ook wel YS Arena Hachinohe) is een ijsbaan gelegen in het Nagane Park in Hachinohe in de prefectuur Aomori in het noorden van Japan. De overdekte-kunstijsbaan is geopend in 2019 en ligt op 13 meter boven zeeniveau. De ijsbaan is de opvolger van de openlucht-kunstijsbaan, de Yato City Piping Speed Rink.
In 1999 lagen er reeds plannen voor een overdekte ijsbaan in Hachinohe. Ter voorbereiding op de Aziatische Winterspelen van 2003 werd de prefectuur Aomori gevraagd om een overdekte ijsbaan te ontwikkelen. Uiteindelijk zijn deze plannen destijds niet doorgezet en zijn de Aziatische Winterspelen georganiseerd op de buitenbaan van Hachinohe, de Yato City Piping Speed Rink.
In september 2016 is men begonnen met de bouw van de Hachinohe Skating Arena. In juli 2019 was de bouw voltooid. Tijdens de Japanse Afstandskampioenschappen tussen 25 en 27 oktober 2019 werden de eerste baanrecords neergezet. De ijsbaan is anno maart 2024 de nummer 21 snelste ijsbaan ter wereld.

### Grote kampioenschappen
Wereldkampioenschappen
- 2024 - WK junioren

Nationale kampioenschappen
- 2020 - JK afstanden
- 2023 - JK afstanden

### Baanrecords
| Afstand              | Schaatser                                                   | Land | Tijd     | Datum      |
| -------------------- | ----------------------------------------------------------- | ---- | -------- | ---------- |
| 500 m                | Tatsuya Shinhama                                            | JPN  | 34,43    | 20-02-2021 |
| 1000 m               | Jordan Stolz                                                | USA  | 1.08,04  | 17-11-2024 |
| 1500 m               | Jordan Stolz                                                | USA  | 1.44,45  | 15-11-2024 |
| 3000 m               | Sigurd Henriksen                                            | NOR  | 3.43,12  | 03-02-2024 |
| 5000 m               | Graeme Fish                                                 | CAN  | 6.18,06  | 16-11-2024 |
| 10.000 m             | Ryosuke Tsuchiya                                            | JPN  | 13.16,10 | 22-11-2020 |
| Ploegenachtervolging | Ethan Cepuran Emery Lehman Jordan Stolz                     | USA  | 3.43,13  | 17-11-2024 |
| Teamsprint           | Finn Elias Haneberg Miika Johan Klevstuen Didrik Eng Strand | NOR  | 1.22,77  | 11-02-2024 |
| Sprintvierkamp       | Taki Shimizu                                                | JPN  | 153,735  | 13-12-2020 |
| Kleine vierkamp      | Didrik Eng Strand                                           | NOR  | 147,348  | 10-02-2024 |
| Grote vierkamp       | Yoshihiko Hashimoto                                         | JPN  | 157,569  | 13-12-2020 |

| Afstand              | Schaatsster                            | Land | Tijd    | Datum      |
| -------------------- | -------------------------------------- | ---- | ------- | ---------- |
| 500 m                | Nao Kodaira                            | JPN  | 37,66   | 25-10-2019 |
| 1000 m               | Miho Takagi                            | JPN  | 1.14,17 | 15-12-2024 |
| 1500 m               | Miho Takagi                            | JPN  | 1.54,07 | 21-11-2021 |
| 3000 m               | Miho Takagi                            | JPN  | 4.03,48 | 20-02-2021 |
| 5000 m               | Momoka Horikawa                        | JPN  | 7.01,52 | 30-12-2022 |
| Ploegenachtervolging | Adake Ahenaer Jin Wenjing Yang Binyu   | CHN  | 3.02,20 | 17-11-2024 |
| Teamsprint           | Jillian Knook Meike Veen Angel Daleman | NED  | 1.29,60 | 11-02-2024 |
| Sprintvierkamp       | Kotone Kito                            | JPN  | 161,880 | 15-12-2019 |
| Minivierkamp         | Angel Daleman                          | NED  | 160,839 | 10-02-2024 |
| Kleine vierkamp      | Marie Sawajiri                         | JPN  | 172,915 | 15-12-2019 |

## Yato City Piping Speed Rink
De Yato City Piping Speed Rink (長根総合運動公園スピードスケートリンク) is een voormalige ijsbaan gelegen in het Nagane Park in Hachinohe in de prefectuur Aomori in het noorden van Japan. De openlucht-kunstijsbaan was geopend van december 1969 tot en met februari 2019. De ijsbaan lag op 13 meter boven zeeniveau. De ijsbaan is eind 2019 vervangen door de overdekte Hachinohe Skating Arena. Op het middenstuk van de ijsbaan ligt sinds juli 1972 een officieel 50 meter zwembad, een 40 meter zwembad en een kinderbad. De zwembaden blijven geopend nadat de openlucht-ijsbaan is gesloten.
De ijsbaan heeft in november 1976 een renovatie ondergaan.

### Grote kampioenschappen
Continentale kampioenschappen
- 2003 - Aziatische Winterspelen

Nationale kampioenschappen
- 1975 - JK allround
- 1979 - JK allround
- 1984 - JK allround
- 1990 - JK allround
- 1999 - JK allround
- 2003 - JK allround
- 2012 - JK allround

## Oude natuurijsbaan Hachinohe
De Oude natuurijsbaan Hachinohe (長根総合運動公園スピードスケートリンク) is een voormalige ijsbaan gelegen in het Nagane Park in Hachinohe in de prefectuur Aomori in het noorden van Japan. De openlucht-natuurijsbaan was geopend van 1930 tot en met 1969. De ijsbaan lag op 13 meter boven zeeniveau. De ijsbaan is in december 1969 vervangen door de openlucht-kunstijsbaan "Yato City Piping Speed Rink".